# Международный совет медсестёр
Международный совет медсестёр  (англ. International Council of Nurses)— организация, которая объединяет 132 национальных ассоциации медсестер, в которые входят более 13 миллионов медицинских сестер по всему миру. Основанная в 1899 году, является первой масштабной международной организацией для работников здравоохранения, специалистов в области сестринского дела. Международный совет работает на обеспечение качества сестринского ухода для всех, разумной политики здравоохранения во всем мире, улучшения сестринских знаний. Кроме этого, совет работает над тем, чтобы во всем мире были компетентные сестринские кадры и было уважение к профессии «Медицинская сестра». Штаб-квартира находится в Женеве.

## Цели и ценности Международного совета
Три цели и пять основных ценностей направляют и мотивируют всю деятельность совета
Три цели:
- развивать уход вместе по всему миру
- продвижение профессии во всем мире
- влияние на политику в области здравоохранения

Пять основных ценностей являются:
- Дальновидное руководство
- Всеохватность
- Инновационность
- Партнерство
- Прозрачность

Кодекс для медсестер Совета является этической основой сестринской практики во всем мире. Он содержит стандарты, руководящие принципы и политику в сестринской практике, образования, управления, исследований и социально-экономического благосостояния, он повсеместно принят в качестве основы политики в области сестринского дела.

## Структура Международного совета медицинских сестер
В структуру совета входит: Совет национальных представителей, Совет директоров, и собственно персонал Международного совета медицинских сестер.
Совет директоров
Совет директоров состоит из председателя, трех вице-президентов и одиннадцать избираемых членов.
Все члены должны быть на хорошем счету в ассоциации Совета. Ни один из членов Совета директоров не избирается больше чем на 2 срока.
Функции Совета
Совет выступает в качестве агента Совета представителей и устанавливает и осуществляет политику в соответствии с рамками, установленными Советом представителей. Реализация политики и общее руководство Международным советом находятся в ведении главного исполнительного директора и персонала Совета.
Члены Совета директоров избран представлять медсестер и во всем мире. Они не является представителем той или иной страны или региона.
Совет народных представителей
Совет народных представителей является руководящим органом и устанавливает направление политики Международного совета на макро-уровне, в том числе допуск членов, избрание совета директоров, поправки к конституции, и установлении тарифов.

## Символ совета — Белое сердце

Символ — Белое сердце

Белое сердце было официально принято как символ медицинских сестер в 1999 году, по случаю 100-летия Международного совета медицинских сестер. Символ означает заботу, знания и человечность, которые присущи сестринскому персоналу. Белое сердце также является объединяющим символом для медсестер во всем мире.
Белый цвет был выбран потому, что он объединяет все цвета. Белый цвет также ассоциируется с заботой, гигиеной и комфортом.
Награды Международного совета медицинских сестер.
Международный совет медицинских сестер учредил три награды: награда имени Кристины Рейман, международная премия достижение, Награду за достижения в области здравоохранения и защиту прав человека.